# Bulbophyllum aundense
Bulbophyllum aundense är en orkidéart som beskrevs av Paul Ormerod. Bulbophyllum aundense ingår i släktet Bulbophyllum och familjen orkidéer. Inga underarter finns listade i Catalogue of Life.